# NGC 4313
NGC 4313是一个位于室女座的螺旋星系，属于室女座星系团，距离地球5000万光年，1784年3月15日由威廉·赫歇爾发现。NGC 4313有低電離星系核，属于西佛星系，已承受过衝壓力。NGC 4313有一个中等質量黑洞，质量约二十万太阳质量。